# Локобе (заповідник)
Локобе (англ. Lokobe Strict Reserve) — природний заповідник суворого режиму на острові Нусі-Бе, в провінції Анціранана, на крайньому північному заході Мадагаскару.

## Географія
Він розташований на південно-східній стороні Нусі-Бе, острова біля узбережжя Мадагаскару, на схилах і околицях однойменного вулкана. Заповідник відомий своїми лемурами, зокрема: чорним (Eulemur macaco), мишачим (Microcebus manitatra), лемурjм-ласкою (Lepilemur tymerlachsoni), а також леопардовим хамелеоном (Furcifer pardalis) та жабою бронзовою мантеллою (Mantella betsileo).

## Галерея

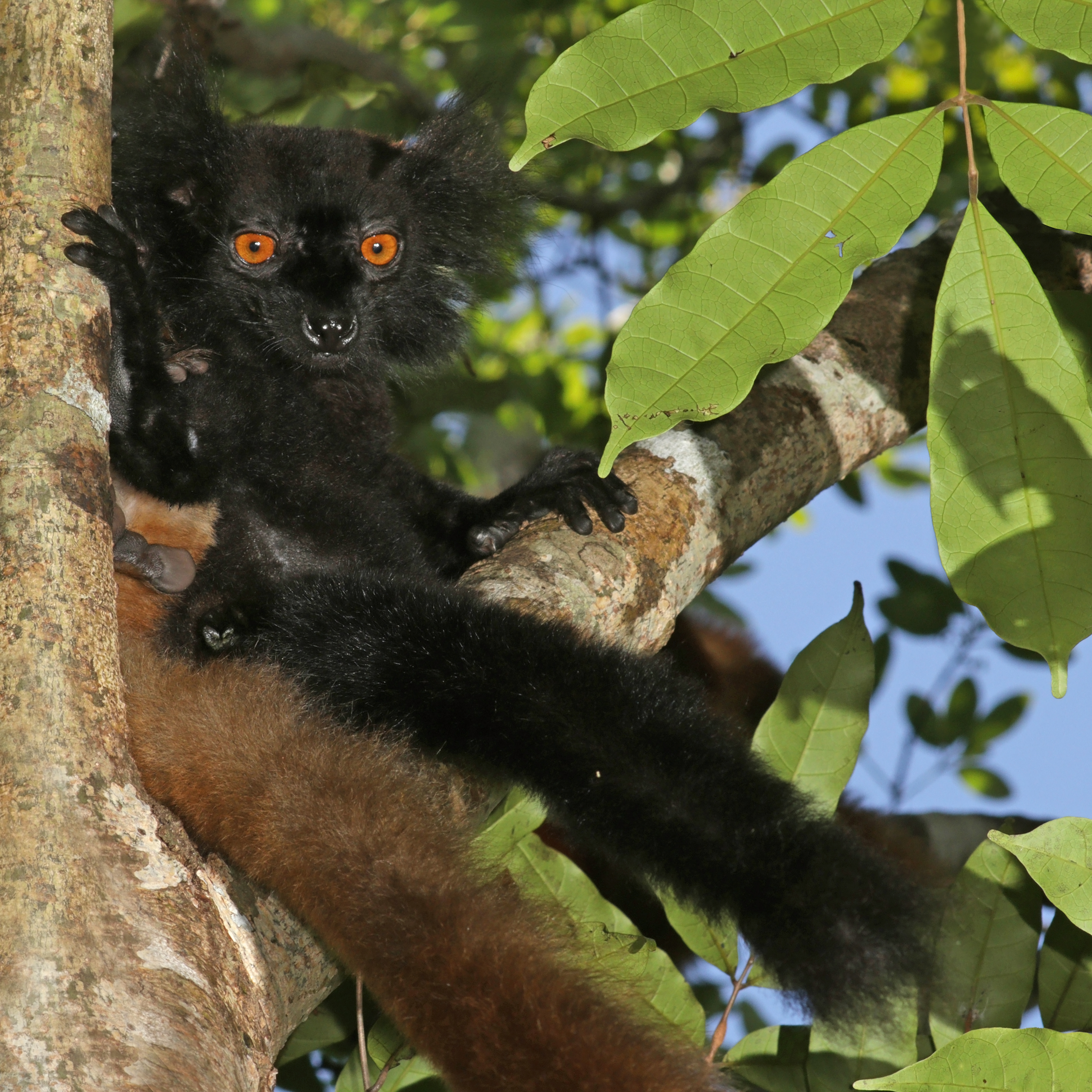
Чорний лемур (самець)
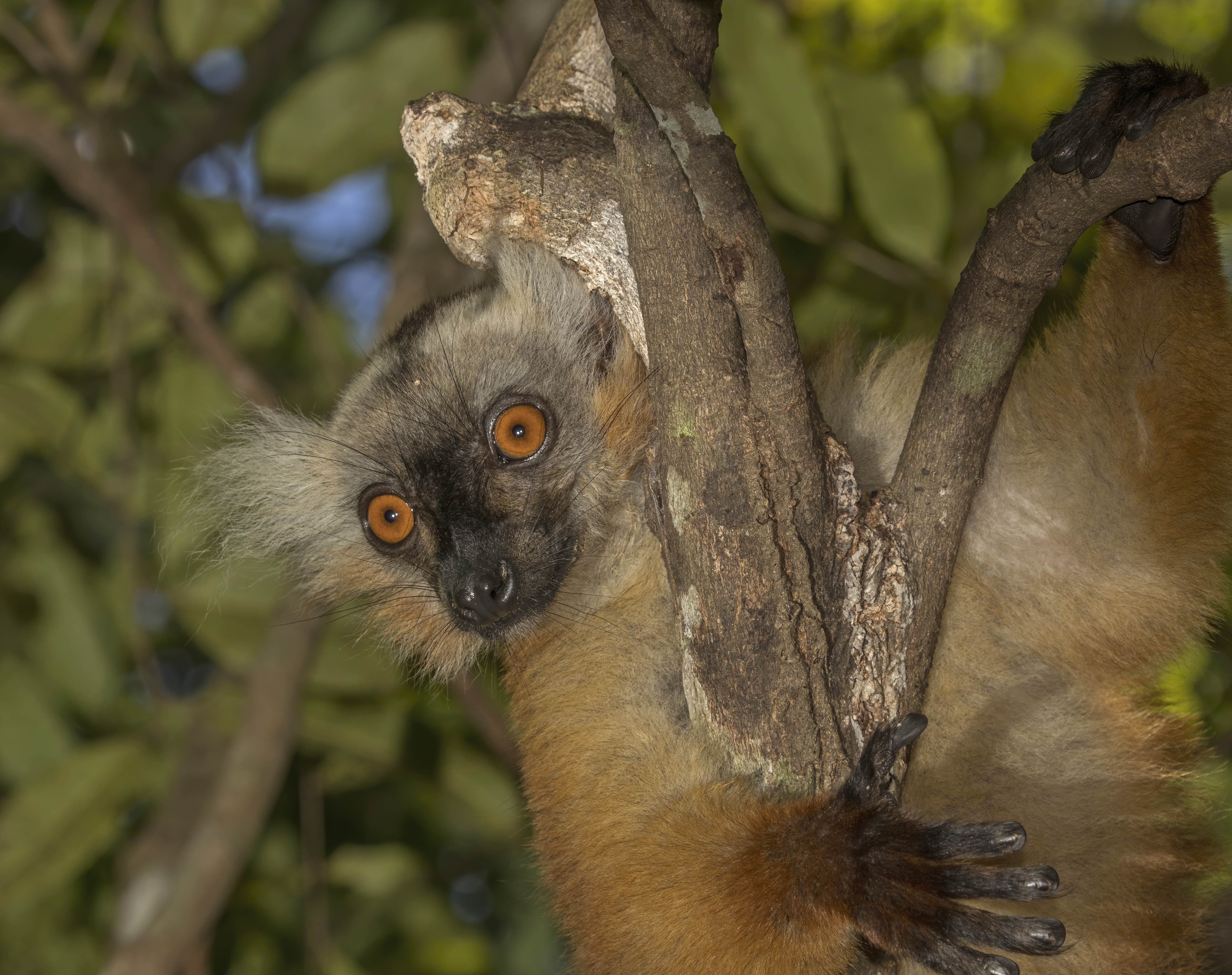
Чорний лемур (самка)
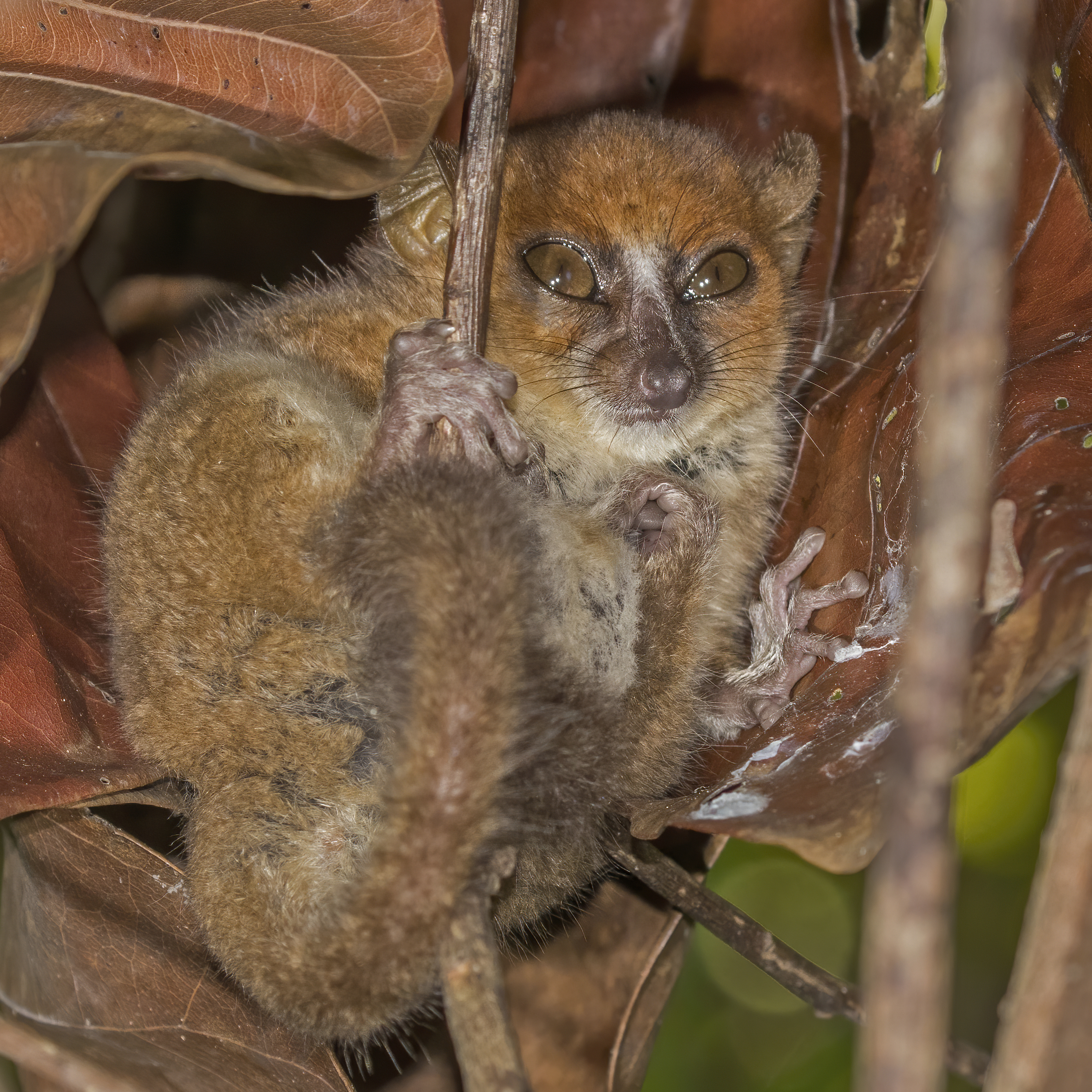
Мишачий лемур
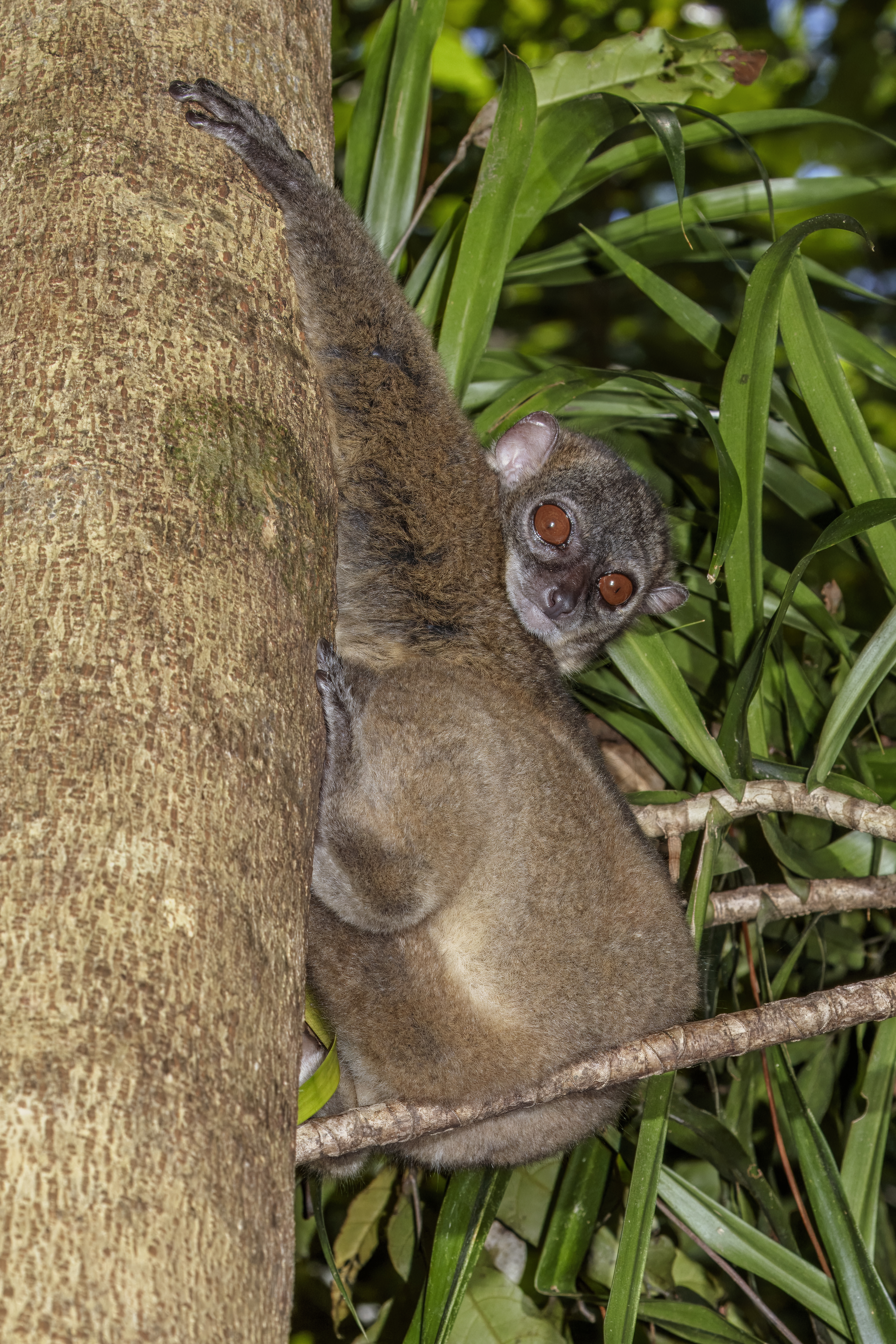
Лемур-ласка